# Хороята
Хороята (рум. Horoiata) — село у повіті Васлуй в Румунії. Входить до складу комуни Богденешть.
Село розташоване на відстані 249 км на північний схід від Бухареста, 31 км на південь від Васлуя, 89 км на південь від Ясс, 105 км на північ від Галаца.

## Населення
За даними перепису населення 2002 року у селі проживали 148 осіб, усі — румуни. Усі жителі села рідною мовою назвали румунську.